# یادگیری پایتون
یادگیری پایتون (به انگلیسی: Learning Python) یک کتب خودآموز برای زبان برنامه‌نویسی پایتون است که توسط انتشارات اوریلی مدیا منتشر شده و هم‌اکنون در ویرایش پنجم خود به سر می‌برد.   

## ویرایش‌ها
- ویرایش اول (۱۹۹۹; ۳۸۴ صفحه; شابک ‎۱−۵۶۵۹۲−۴۶۴−۹)
- ویرایش دوم (۲۰۰۳; ۶۲۰ صفحه; درباره پایتون ۲٫۳; شابک ‎۰−۵۹۶−۰۰۲۸۱−۵)
- ویرایش سوم (۲۰۰۷; ۷۴۶ صفحه; درباره پایتون ۲٫۵; شابک ‎۰−۵۹۶−۵۱۳۹۸−۴)
- ویرایش چهارم (۲۰۰۹; ۱۲۱۶ صفحه; درباره پایتون ۲٫۶ و ۳; شابک ‎۰−۵۹۶−۱۵۸۰۶−۸)